# Effacer papa (film)
Pour plus de détails, voir Fiche technique et Distribution.
Effacer papa (espagnol : Borrando a papá) est un film documentaire argentin sortie en 2014, réalisé par Ginger Gentile et Sandra Fernández Ferreira.

## Synopsis
Le film relate l'histoire de six papas exclus de la vie de leurs enfants à la suite de la séparation des parents.

## Polémique avant la première projection
Bien que le film ait reçu l'appui de l'Institut National du Cinéma et Arts Audiovisuels (Incaa), qui a versé une subvention 200 000 pesos (environ 20 000 euros), la première projection, prévue le 28 août dans une salle du Gaumon gérée par l'Incaa, a été reportée au prétexte de formalités manquantes de la part du producteur. Pour sa part, ce dernier, a estimé que le report était dû à des pressions d'intervenants qui s'opposent au film en prétendant qu'il serait préjudiciable aux droits des enfants et favoriserait la violence conjugale.
Le producteur du film, Gabriel Balanovsky a été emprisonné pendant 14 mois à la suite des accusations de son ex-épouse, en 2002, selon lesquelles il aurait enlevé sa fille. Il a finalement été acquitté en 2008. En 2006, il a rencontré la cinéaste Ginger Gentile qui avait passé toute son enfance sans contact avec son père pour des raisons similaires; ils ont pris contact avec d'autres parents, constatant que ces situations touchent toutes les couches sociales. Balanovsky affirme que les "plaintes apparaissent après le divorce, la parole d'une femme a toujours plus de valeur que celle d'un homme, il est très facile d'accuser, les plaintes calomnieuses ne sont pas sanctionnées et il est impossible de s'en défendre".
Par ailleurs, l'organisation Salud Activa critiquait le film en affirmant qu'il mélangerait les problématiques de séparation avec la maltraitance des parents responsables de violences et favoriserait la violence et la violence sexuelle sur les enfants. D'autres organisations se sont jointes à cette position, notamment Comunicar Igualdad et le Comité argentin de suivi et d'application de la Convention internationale sur les droits des enfants.
Guadeloupe Tagliaferri, Présidente du Conseil des Droits des Enfants et Adolescents de la Cité, la Vice-Présidente de la Commission de l'Enfance dans la Chambre des Députés et la députée nationale Gladys González, deux membres de Proposition Républicaine, ont demandé à l'Ordre des Avocats de la Capitale Fédérale la suspension d'une projection du film qui était prévue en son siège.
González considère que le documentaire décrit un "syndrome d'aliénation parentale" (SAP) qui n'existe pas, n'a été reconnu par aucune institution internationale de santé. Auparavant, González ainsi que la députée nationale de PRO Cornelia Schmidt-Liermann ont signé une déclaration de rejet du SAP à la Chambre des Députés.